# 廣儲東里
廣儲東里，是台灣南部自清治時期至日治初期的一個行政區劃，其範圍包括今台南市的新化區中部及永康區東北部一小塊地區。
廣儲東里北邊為新化西里，東邊為大目降里、外新化南里，南邊為內新豐里、保東里，西邊為廣儲西里、永康上中里、外武定里。

## 管轄街庄
廣儲東里共轄7個庄：
- 今新化區境內：大坑尾庄、知母義庄、竹仔腳庄、洋仔庄、唪口庄、北勢庄
- 今永康區境內：車行庄